# 후쿠오카 아시아 영화제
후쿠오카아시아영화제(福岡アジア映画祭, 영어: Fukuoka Asian Film Festival, FAFF)는 일본 후쿠오카(福岡, Fukuoka)에서 매년 여름 열리며, 자원봉사자에 의해 기획, 운영되며 2017년 29년째를 맞는 시민영화제 행사이다.

## 역사
후쿠오카아시아영화제를 이끌고 있는 마에다 슈이치로(前田秀一郎)는 영화평론가로 1976년부터 후쿠오카에서 후쿠오카에 소개되지 않은 독립프로덕션 일본영화를 영화관을 빌려서 상영했고, 이후 일본 영화뿐만 아니라 외국 독립영화로 확대했다. 1987년부터 매년 여름 후쿠오카아시아영화제를 개최하고 있다.
후쿠오카아시아영화제 홈페이지(일본어)는 영화를 시작하게 된 배경을 다음과 같이 밝히고 있다. "이 영화제는 이마무라 쇼헤이(今村昌平) 감독이 '본인의 영화《여현(女衒)》(1987년 개봉)의 말레이시아 로케이션 중 우천으로 촬영이 중단되었을 때 관람한 현지 영화가 재미있었다'는 말이 힌트가 되어 시작되었다."
그리고 "당시 아시아 영화를 테마로 한 영화제는 일본에 없었기 때문에 이마무라 감독에게 종합 프로듀서를 부탁하고 영화제에 상영할 작품을 모으기 시작했다. 당시 일본에서 아시아 영화의 수는 극히 적었다. 20년 전에는 아시아 영화의 대부분이 비디오나 레이저 디스크로 나와 있지 않아서 무거운 35mm 필름을 배송받아서 홀을 빌려서 상영했다. 중국영화는 1977년에 시작한 중국영화제의 작품이 일본에서 배급되고 있었기 때문에 많은 작품을 볼 수 있었다. 그 밖에 한국, 홍콩, 인도, 스리랑카, 필리핀 그리고 일본의 신작을 넣어 총 16편을 상영했다. 그때는 기존에 개최되는 여러 영화제의 하나라는 인식만 있었다. 그래서 제1회라는 타이틀도 붙이지 않았다. 그런데 기조강연을 한 종합 프로듀서 이마무라 감독이 돌아갈 때 '이런 의미가 있는 영화제는 일본 어디를 찾아봐도 없다. 매년 개최해야 한다. 나도 동경에서 응원할테니, 반드시 매년 개최해달라'고 말했다. 그래서 이 영화제는 매년 개최하게 되었다."

## 출품 규모 및 한국영화 수상
영화제는 규모가 매우 소규모이다. 예를 들어 2016년 제30회 영화제(2016.7.6~7.10) 상영작은 특별 상영작을 포함하여 총 14작품이었다. 그 중에서 한국 영화가 총 4편으로 《먹는 존재》(이철하 감독), 《소년》(김현승 감독), 《연기의 중력》(정근웅 감독),《불안한 외출》(김철민 감독)이었고, 《불안한 외출》이 그랑프리를 수상했다. 출품비는 무료이다. 심사위원 구성과 심사절차에 대해서는 확인하기 어렵다. 2015년 제29회 영화제에서 한국 영화는 출품작은 그랑프리를 수상한 《다이빙벨》(이상호, 안해룡 감독) 외에 《워킹걸》(정범식 감독),《헬머니》(신한솔 감독)이 있었다.

## 후쿠오카의 또 다른 영화제
후쿠오카아시아영화제 이외에 후쿠오카에서는 포커스온아시아 후쿠오카국제영화제(アジアフォーカス・福岡国際映画祭, Focus on Asia - Fukuoka International Film Festival)가 개최된다. 후쿠오카아시아영화제가 민간에서 시작된 소규모 민간 영화제 성격인 반면, 포커스온아시아 후쿠오카국제영화제는 후쿠오카시가 1991년부터 주최하고 있는 영화제이다.